# Єжури
Єжури́ (рос. Ежуры) — станційне селище у складі Котельницького району Кіровської області, Росія. Входить до складу Комсомольського сільського поселення.
Населення становить 4 особи (2010, 4 у 2002).
Національний склад станом на 2002 рік — росіяни 75 %.